# Zach Aston-Reese
Zachary Glenn „Zach“ Aston-Reese (* 10. August 1994 in Staten Island, New York) ist ein US-amerikanischer Eishockeyspieler, der seit Oktober 2024 bei den Columbus Blue Jackets aus der National Hockey League (NHL) unter Vertrag steht. Zuvor verbrachte der Center fünf Jahre in der Organisation der Pittsburgh Penguins, einige Monate bei den Anaheim Ducks und je ein Jahr bei den Toronto Maple Leafs und Detroit Red Wings.

## Karriere

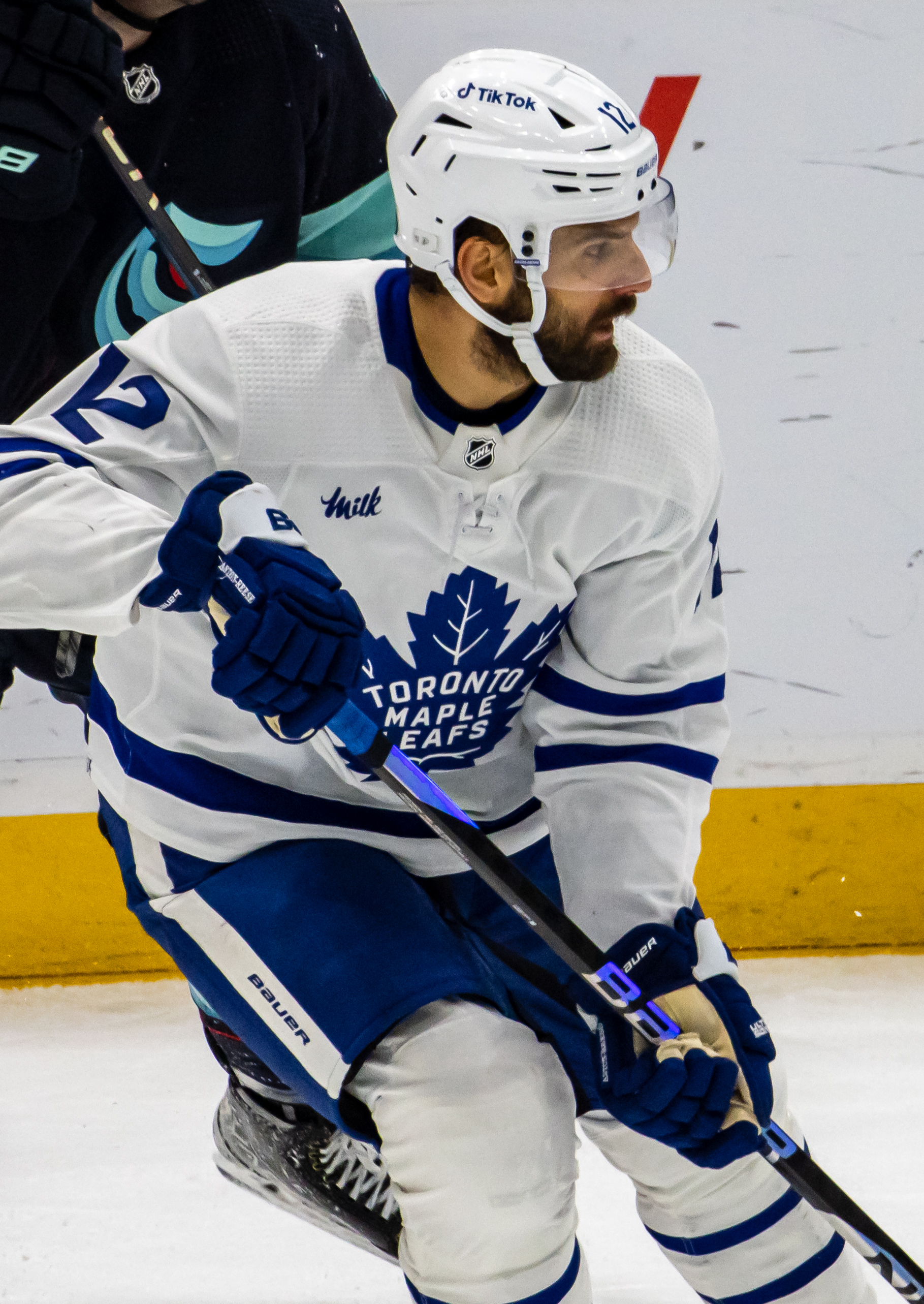
Aston-Reese im Trikot der Toronto Maple Leafs (2023)

Zach Aston-Reese spielte in seiner Jugend unter anderem für die New Jersey Rockets, bevor er zur Saison 2010/11 in die United States Hockey League (USHL) wechselte, die höchste Juniorenliga der Vereinigten Staaten. Dort war er kurzzeitig für die Des Moines Buccaneers aktiv, bevor er nach einer kurzen Rückkehr nach New Jersey ab Januar 2011 für die Lincoln Stars auflief. In Lincoln war der Angreifer in der Folge knapp zweieinhalb Jahre aktiv, ehe er aus Altersgründen aus der USHL ausschied und sich anschließend an der Northeastern University in Boston einschrieb. Für deren Eishockeyteam, die Huskies, nahm er fortan am Spielbetrieb der Hockey East teil, einer Liga der National Collegiate Athletic Association (NCAA).
Nach zwei Jahren an der Northeastern University steigerte Aston-Reese seine persönliche Statistik zur Saison 2015/16 deutlich, so erzielte er 43 Scorerpunkte in 41 Spielen und wurde daher ins Hockey East Second All-Star Team berufen, während er mit den Huskies die Meisterschaft der Hockey East gewann. Im Jahr darauf gelangen dem US-Amerikaner gar 63 Punkte in 38 Spielen, sodass er als Spieler des Jahres geehrt und ins Hockey East First All-Star Team gewählt wurde. Darüber hinaus wurde er mit Will Butcher und Mike Vecchione als einer von drei Finalisten für den Hobey Baker Memorial Award nominiert, der den besten College-Spieler der USA auszeichnet. Diesen gewann in der Folge allerdings Will Butcher.
Dennoch empfahl sich Aston-Reese mit diesen Leistungen nachhaltig für den Profibereich, sodass er im März 2017 einen Einstiegsvertrag bei den Pittsburgh Penguins unterzeichnete, ohne zuvor in einem NHL Entry Draft berücksichtigt worden zu sein. Die Penguins setzten ihn vorerst bei ihrem Farmteam, den Wilkes-Barre/Scranton Penguins, in der American Hockey League (AHL) ein, bevor er im Februar 2018 sein Debüt für Pittsburgh in der National Hockey League (NHL) gab. Zur Spielzeit 2019/20 etablierte er sich im NHL-Aufgebot der Penguins.
Nach fünf Jahren in Pittsburgh wurde Aston-Reese im März 2022 samt Dominik Simon, den NHL-Rechten an Nachwuchstorhüter Calle Clang sowie einem Zweitrunden-Wahlrecht im NHL Entry Draft 2022 an die Anaheim Ducks abgegeben. Im Gegenzug erhielten die Penguins Rickard Rakell, von dessen Gehalt Anaheim weiterhin 35 % übernahm. Die Ducks verlängerten den auslaufenden Vertrag des US-Amerikaners jedoch nicht über das Saisonende hinaus, sodass sich Aston-Reese über ein Probetraining im Oktober 2022 einen Einjahresvertrag bei den Toronto Maple Leafs sicherte. Im folgenden Jahr wurde er – ebenfalls im Oktober – für eine Spielzeit von den Detroit Red Wings verpflichtet, ebenso als Free Agent wie im Juli 2024 von den Vegas Golden Knights. Als diese ihn im Oktober 2024 über den Waiver in die AHL schicken wollten, wurde sein Vertrag von den Columbus Blue Jackets übernommen.

## Erfolge und Auszeichnungen
| - 2016 Lamoriello-Trophy-Gewinn mit der Northeastern University - 2016 Hockey East Second All-Star Team - 2017 Hockey East Player of the Year | - 2017 Hockey East First All-Star Team - 2017 Finalist um den Hobey Baker Memorial Award |

## Karrierestatistik
Stand: Ende der Saison 2024/25
(Legende zur Spielerstatistik: Sp oder GP = absolvierte Spiele; T oder G = erzielte Tore; V oder A = erzielte Assists; Pkt oder Pts = erzielte Scorerpunkte; SM oder PIM = erhaltene Strafminuten; +/− = Plus/Minus-Bilanz; PP = erzielte Überzahltore; SH = erzielte Unterzahltore; GW = erzielte Siegtore; 1 Play-downs/Relegation; Kursiv: Statistik nicht vollständig)